# Оберварт
 Тази статия е за града в Австрия.  За окръга вижте Оберварт (окръг).  
Оберварт (на немски: Oberwart) е град в източна Австрия, административен център на окръг Оберварт в провинция Бургенланд. Населението му е около 7600 души (2018).
Разположен е на 315 метра надморска височина в Среднодунавската низина, на 17 километра западно от границата с Унгария и на 63 километра североизточно от Грац. Селището е основано през XI век като унгарско гранично укрепление, през XVI век е местен център на Реформацията и до средата на XX век има предимно унгарско и калвинистко население.